# 로스텍
로스텍(러시아어: Ростех, 영어: Rostec)는 러시아의 국영 복합기업이다. 무기, 항공기, 자동차, 전기와 같은 전략상 중요한 공산품의 개발과 수출을 목적으로 한 거대 국책회사이며, 로스테프놀로기아의 후신이다.
2007년에 설립된 이 복합기업은 약 700개의 소(小)기업으로 구성되어 있으며, 총 14 개의 지주 회사(방위 산업 부분 11 개, 민간 부문 3 개)를 형성한다. 로스텍의 조직은 러시아 연방의 60개 지역구에 위치하고 있으며, 전세계 70여 개국에 상품을 공급하고 있다. 이 조직은 세르게이 체메조프가 이끌고 있다.

## 개요
정식 명칭은 첨단 기술 산업 제품의 개발, 생산 및 수출 지원을 위한 주 정부 기관(러시아어: Государственная корпорация по содействию разработке, производству и экспорту высокотехнологичной промышленной продукции «Ростех)이다.

## 기업지배구조
감독위원회, 관리위원회, 총국장은 모두 러시아의 대통령이 임명한다.

## 구조

### 항공
- 러시안 헬리콥터스
- 통합항공기제작사: 러시아의 모든 군사 및 민간 항공 설계사와 제조사를 통합
- 테크노디나미카: 섀시, 연료 시스템, 비행 제어 시스템 및 보조 동력 장치를 포함한 항공기 장비의 개발자 및 제조업체

### 무선전자공학
- 러스일렉트로닉스: 전자부품, 전자제품 및 장비, 마이크로파 장비 및 반자동화 장치.
- 슈바베 홀딩: 군사용 및 민간용 광학 제품 및 시스템.

### 직접통제회사
- 로소보로넥스포르트: 군수품의 수출 관리.
- 브슴포-아비스마: 전세계의 티타늄 제품의 30%를 생산 공급.
- 아브토바즈: 자동차 제조업체, 소수 지분 보유.
- 카마스: 러시아 트럭 제조업체.
- 우랄바곤자보드: 러시아 장갑차 제조업체.